# Patrick White
Patrick Victor Martindale White (28 tháng 5 năm 1912 – 30 tháng 9 năm 1990) là nhà văn Úc đoạt giải Nobel Văn học năm 1973.

## Tiểu sử
Patrick White xuất thân trong một gia đình điền chủ giàu có ở Sydney (Úc). Thời niên thiếu ông là người bệnh tật, ốm yếu, không được đi học, mãi đến năm 13 tuổi mới được gửi sang học ở Cheltenham (Anh). Trước khi vào đại học P. White xin cha mẹ về quê chăn bò hai năm và bắt đầu sáng tác, sau đó trở lại Anh. Ông tốt nghiệp Đại học Cambridge năm 1935, sau đó đi du lịch ở nhiều nước châu Âu, nghiên cứu văn học và ngôn ngữ Anh, Pháp, Đức. Trong Thế chiến II, ông gia nhập không lực Hoàng gia Anh. Sau chiến tranh ông về sống và làm việc tại một trang trại ở ngoại ô Sydney. Mặc dù có một thời gian học và làm việc tại London nhưng dấu ấn tính cách con người Úc in đậm trong các tác phẩm của ông.
Ấn phẩm thơ đầu tay Mười ba bài thơ của P. White viết trước năm 1930, năm 1935 ông in tập thơ Người cày ruộng và những bài thơ khác và viết một số vở kịch nhưng không được xuất bản; năm 1939 ông in tiểu thuyết đầu tay Thung lũng hạnh phúc và sang Mỹ sống. Năm 1955 P. White mới thực sự nổi tiếng với tiểu thuyết Cây người. Nhân vật trong tác phẩm này (chủ yếu là phụ nữ) là những con người đam mê mãnh liệt và có khát vọng bằng sức mạnh ý chí chế ngự số phận bất công. Tiểu thuyết Voss (1957) được đánh giá là tác phẩm hay nhất của P. White, thông qua cái chết của một nhà thám hiểm nói về cuộc vật lộn giữa lòng kiêu hãnh và sự nhẫn nhục của con người. Nhiều tác phẩm của P. White mang tính chất anh hùng ca, sử dụng lối viết rất truyền thống nhưng phong phú về ẩn dụ.
P. White là người Úc đầu tiên được trao giải Nobel Văn học vì những tác phẩm có nghệ thuật phân tích tâm lý sâu sắc và bút pháp sử thi, nhờ đó đã mở ra một châu lục văn chương mới. Vốn thích cuộc sống lặng lẽ tránh mọi ồn ào phô trương, ông không đến dự lễ trao giải mà nhờ bạn là họa sĩ S. Nolan nhận thay. Tác phẩm cuối cùng của ông là một cuốn tiểu thuyết có tựa đề Nhớ về nhiều trong một (1986). Ông mất ở Sydney năm 1990.

## Tác phẩm
- Mười ba bài thơ (Thirteen poems, 1930), tập thơ.
- Người cày ruộng và các bài thơ khác (The ploughman and other poems, 1935), tập thơ.
- Thung lũng hạnh phúc (Happy valley, 1939), tiểu thuyết.
- Kẻ sống và người chết (The living anh the dead, 1941), tiểu thuyết.
- Câu chuyện người cô (The aunt's story, 1946), tiểu thuyết.
- Trở về Abyssina (Return to Abyssinia, 1946), kịch.
- Đám tang giả (The ham funeral, 1947, dựng 1961), kịch.
- Bản án nơi trần thế (A life sentence on earth, 1951), tiểu thuyết.
- Cây người (The tree of man, 1955), tiểu thuyết.
- Voss (1957), tiểu thuyết.
- Những người trên cỗ xe (Riders in the chariot, 1961), tiểu thuyết.
- Tâm hồn vui vẻ (Cheery soul, 1962), kịch.
- Những kẻ bị thiêu đốt (The burnt ones, 1964), tập truyện.
- Nhà phẫu thuật (The vivisector, 1964), tiểu thuyết.
- Mắt bão (The eye of the storm, 1964), tiểu thuyết.
- Mùa nghỉ ở Sarsaparilla (The season at Sarsaparill, 1965), kịch.
- Đêm trên núi Trọc (Night on Bald mountain, 1965), kịch.
- Bùa hộ mệnh (The solid mandala, 1966), tiểu thuyết.
- Những con vẹt (The cockatoos, 1974), tập truyện.
- Diềm lá (A fringe of leaves, 1976), tiểu thuyết.
- Những đồ chơi lớn (Big toys, 1977), kịch.
- Gã trộm đêm (The night prowler, 1979), truyện ngắn.
- Vụ Twyborn (The Twyborn affair, 1979), tiểu thuyết.
- Những vết rạn trên kính (Flaws in the Glass, 1981), tự truyện.
- Tay lái tuyệt vời (Signal driver, 1982), kịch.
- Rừng thấp (Nether wood, 1983), kịch.
- Những vết rạn trên kính (Flaws in the glass, 1984), tự truyện.
- Nhớ nhiều trong một (Memoirs of many in one, 1986), tiểu thuyết.
- Người chắn cừu trên đá (Shepherd on the Rocks, 1987), kịch.
- Three Uneasy Pieces (1987), tập truyện ngắn
- Vườn treo (The Hanging Garden, 2012), tiểu thuyết chưa hoàn thành.

### Tác phẩm đã dịch ra tiếng Việt[1]
- Cây người (tiểu thuyết, 2 tập), Hoàng Túy - Mạnh Chương dịch, Nhà xuất bản Văn học, 1987 - 1989.
- Những bức thư, Ngô Thứ Lễ dịch, in trong Tuyển tập truyện ngắn các tác giả đoạt giải Nobel, Nhà xuất bản Hội nhà văn, 2004.
- Đồng đôla bất hạnh, Đinh Việt Tú dịch, in trong tập truyện ngắn Đồng đôla bất hạnh, Nhà xuất bản Lao động, 1982; Tuyển tập truyện ngắn các tác giả đoạt giải Nobel, Nhà xuất bản Văn học, 1997; Truyện ngắn đặc sắc các tác giả đoạt giải Nobel, Nhà xuất bản Văn học, 2004.
- Cây người (tiểu thuyết), Hoàng Túy - Mạnh Chương dịch, Công ty Cổ phần Sách Tao Đàn, Nhà xuất bản Hội nhà văn, 2018.